# 中華人民共和国の国章
中華人民共和国の国章（ちゅうかじんみんきょうわこくのこくしょう）は、中華人民共和国のシンボルである。この図案は1950年6月23日に政治協商会議が国章として制定した。梁思成、林徽因、李宗津、莫宗江、朱暢中など7人がデザインした。
国章の中央部は5つの星の下に金色の天安門があり、城楼の上方の4個の小さい五角の星は半円弧に配置され、1個だけ大きい五角の星が中央上部にある。国章の周囲はイネ穂(内)とムギ穂(外)の束ねと歯車をあらわしている。歯車と穀物の花穂は中国のプロレタリアートと農民階級を象徴し、天安門は中国人民の闘争の精神を象徴して、5個の星は中国共産党が指導するもとの全国の人民の固い団結を象徴している。

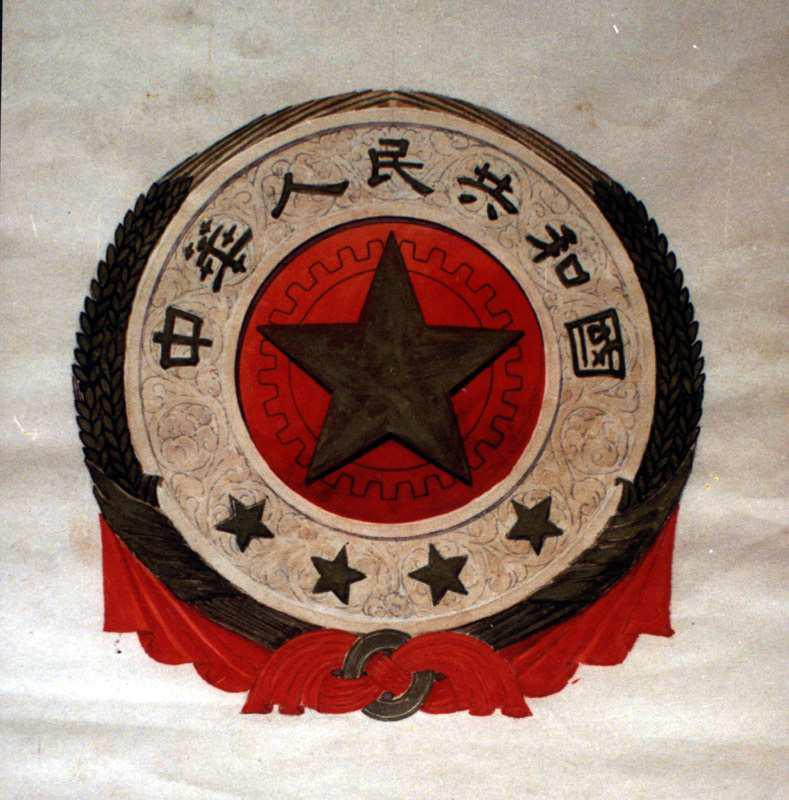
清華大学の第一次意匠案
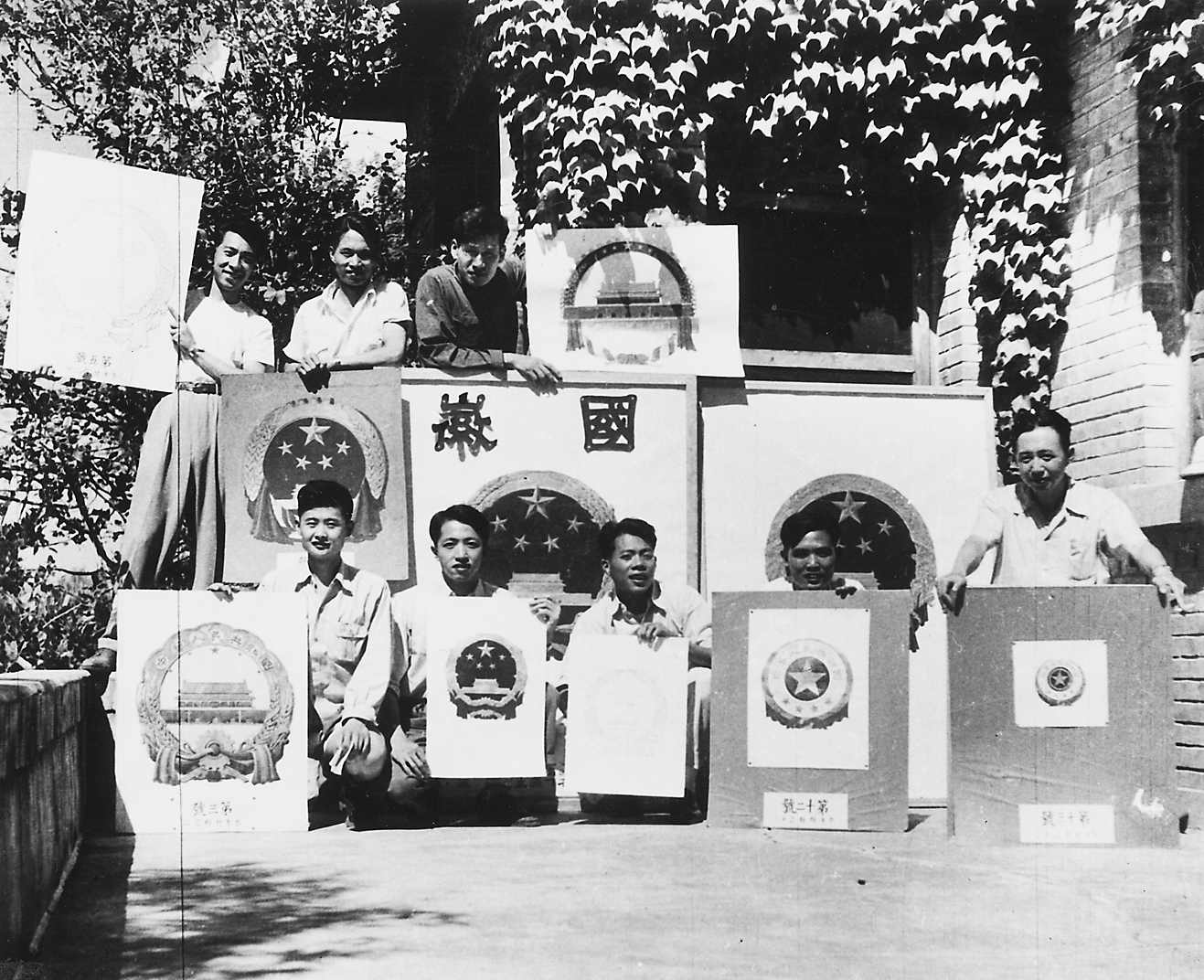
清華大学の第二次意匠案
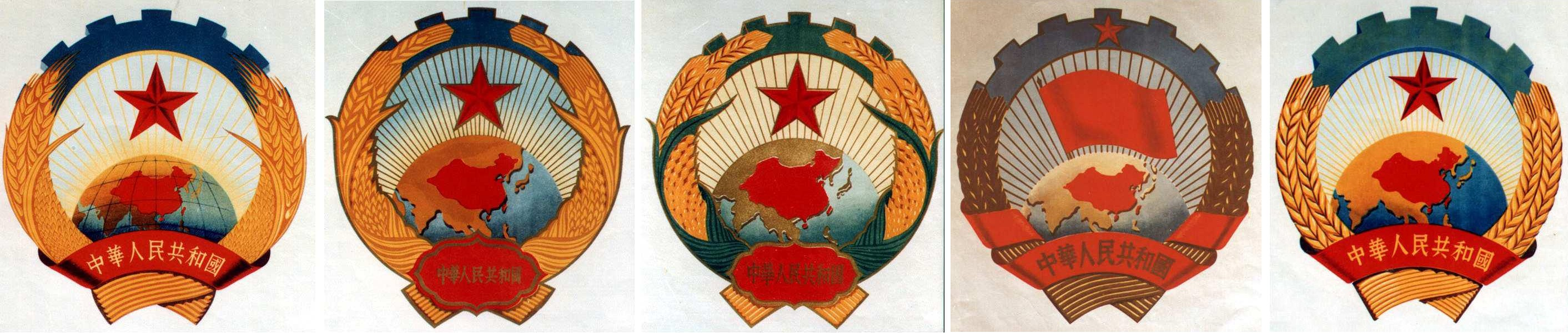
中央美術学院の第一次意匠案
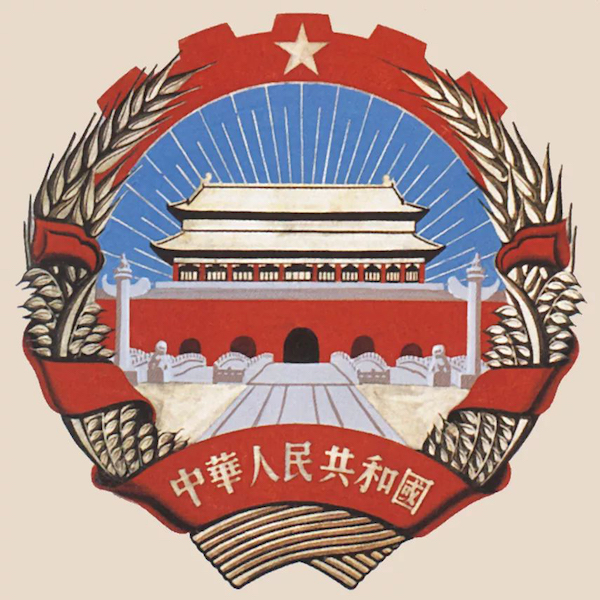
中央美術学院の第二次意匠案